# Gouvernement de Kielce
1867–1917
Entités précédentes :
- Gouvernement de Radom

Entités suivantes :
- Deuxième république de Pologne

Le gouvernement de Kielce (en russe : Келецкая губерния ou Кѣлецкая губернія dans l’orthographe de l’époque, en polonais : Gubernia kielecka) est une division administrative de l’Empire russe, située dans le royaume de Pologne, avec pour capitale la ville de Kielce. Créé brièvement de 1842 à 1844 puis reformé en 1867 à partir d’une partie du gouvernement de Radom, le gouvernement de Kielce exista jusqu’en 1917.

## Géographie
Le gouvernement de Kielce est le gouvernement le plus méridional des gouvernements de la région de la Vistule. Au sud la Vistule forme une grande partie de sa frontière avec la Galicie austro-hongroise, à l’ouest il voisine le gouvernement de Piotrków, au nord et à l’est celui de Radom.

## Subdivisions administratives
Au début du XXe siècle le gouvernement de Kielce était divisé en 7 ouïezds : Jędrzejów, Włoszczowa, Kielce, Miechów, Olkusz, Pińczów et Stopnica.

## Population
En 1897 la population du gouvernement était de 761 995 habitants, dont 87,5 % de Polonais, 10,9 % de Juifs et 1 % de Russes.